# William Threlfall
William Threlfall   (Dresden, 25 de juny de 1888 - Oberwolfach, 4 d'abril de 1949) va ser un matemàtic alemany.

## Vida i Obra
El seu pare era un anglès, professor de botànica a la universitat de Cambridge que s'havia casat amb una alemanya, neboda del bacteriòleg Robert Koch; però el pare va morir mentre la mare estava embarassada i la mare se'n va anar a Dresden on vivien els seus germans i aquí va néixer Threlfall. De família adinerada i amb propietats també a Anglaterra va poder dedicar la seva vida a la recerca sense preocupacions immediates. Va estudiar química a la universitat de Jena i matemàtiques a la universitat de Göttingen entre 1910 i 1914 i, finalment, es va doctorar a la universitat de Leipzig el 1926.
A partir de 1932 va ser professor de la universitat Tècnica de Dresden, on va tenir com deixeble Herbert Seifert i, malgrat la diferència d'edat, se'ls va conèixer com els inseparables besons. El 1938 va passar a la universitat de Frankfurt on va romandre fins als últims anys de la Segona Guerra Mundial en que va treballat per l'institut d'aerodinàmica de Braunschweig. Al final de la guerra es va refugiar al Institut de Recerca Matemàtica d'Oberwolfach per protegir-se dels bombardeigs. El 1946 va obtenir una plaça a la universitat de Heidelberg, però només hi va estar tres cursos degut a la seva mort el 1949, mentre es trobava a Oberwolfach. Va ser enterrat en aquesta vila, però el 1980, Seifert, va traslladar les seves despulles a un cementiri de Heidelberg, on reposen actualment molt a la vora de les del propi Seifert.
La seva actitud envers el règim nazi, sembla que va anar evolucionant des d'un decidit suport (el 1933 va signar el manifest d'adhesió al règim) a un distanciament crític que li va provocar alguns problemes.
La recerca de Threlfall es va centrar en la topologia. El seu llibre (escrit conjuntament amb Siefert) Lehrbuch der Topologie (Tractat de Topologia) (1934) va oferir per primera vegada un panorama clar i coherent d'aquesta vasta disciplina que s'havia començat a desenvolupar alguns anys abans.